# Бауэр, Макс
Макс Герман Бауэр (нем. Max Hermann Bauer); (31 января 1869, Кведлинбург — 6 мая 1929, Шанхай) — немецкий артиллерист, участник Первой мировой войны, после её окончания — военный и промышленный советник Гоминьдана.

## Биография

### Военная служба
Вступил в ряды немецкой армии в 1890 году. В 1905 году получил должность в генштабе. Позднее стал специалистом по артиллерии и в течение Первой Мировой войны принимал участие, помимо прочего, в штурме крепости Льеж в Бельгии в 1914 году. К июлю 1915 года добился развития германской промышленности по производству боеприпасов. Является автором брошюры по оборонительной тактике. В декабре 1916 года был награждён прусским орденом Pour le Mérite, а 28 марта 1918 г. за успех в прорыве артиллерией фронта на Западе получил дубовые листья к нему.
После войны Бауэр участвовал в Капповском путче 1920 года. После его провала был вынужден покинуть Германию и работал в качестве военного советника в СССР, Испании и Аргентине. Возвратился на родину в 1925 году после всеобщей амнистии участников путча.

### Работа в Китае
В 1926 году китайский инженер и ректор университета им. Сунь Ятсена в Гуанчжоу, Чжу Цзяхуа, предложил Бауэру стать военным и экономическим советником в Китае. В 1927 году Бауэр встретился с Чан Кайши, который нанял его в качестве советника, желая использовать его связи, чтобы получить больше оружия и промышленной поддержки из Германии.
В 1928 году Бауэр возвратился в Германию с целью наладить контакты с немецкими промышленниками и армией. Из-за условий Версальского мирного договора в Германии, однако, было сложно организовать выпуск какой-либо военной продукции. К тому же Бауэр был persona non grata по отношению к германскому правительству из-за его участия в путче. Тем не менее, Бауэру всё же удалось способствовать заключению торговых соглашений с Китаем и установить связи с секретной германской миссией в Нанкине.
Когда Бауэр возвратился в Китай, он предложил сформировать несколько небольших, но хорошо обученных и вооружённых военных соединений в качестве ядра китайской армии и, в качестве дополнения к ним, множество местных ополчений. Чан Кайши отклонил его идею, так как предполагал, что организация местных ополчений привела бы к концентрации военной власти на местах. Однако Бауэру удалось инициировать перевод Академии Вампу из Гуанчжоу в Нанкин, где она стала центральной военной академией, и укомплектовать её преподавательский состав немецкими инструкторами. Он пригласил 20 немецких офицеров в Китай для того, чтобы они работали там инструкторами по боевой подготовке и военной разведке. Формально Бауэр был экономическим советником Кайши и занимался вопросами развития инфраструктуры.

### Смерть
Макс Бауэр умер от оспы 6 мая 1929 года. Возможно, он был намеренно инфицирован по указанию одного из своих недоброжелателей, поскольку он был единственным человеком в регионе, который подхватил это заболевание. Был похоронен в Китае с военными почестями. Его тело позднее было возвращено в Германию и перезахоронено в городе Свинемюнде 5 августа 1929 года.

## Награды
- Орден Pour le Mérite (1916)
  - Дубовые листья к ордену (1918)